# 반자이 절벽
푼탄 사바네타(차모로어: Puntan Sabaneta) 또는 반자이 클리프(영어: Banzai Cliff, 일본어: バンザイクリフ 반자이쿠리후[*]), 만세 절벽은 북마리아나 제도 사이판 최북단의 곶이다. 북마리아나 정부는 이 절벽의 정식 명칭을 ‘푼탄 사바네타’(Puntan Sabaneta)로 변경했지만, 세계에서 ‘반자이 절벽’이라는 명칭을 여전히 사용하고 있다.

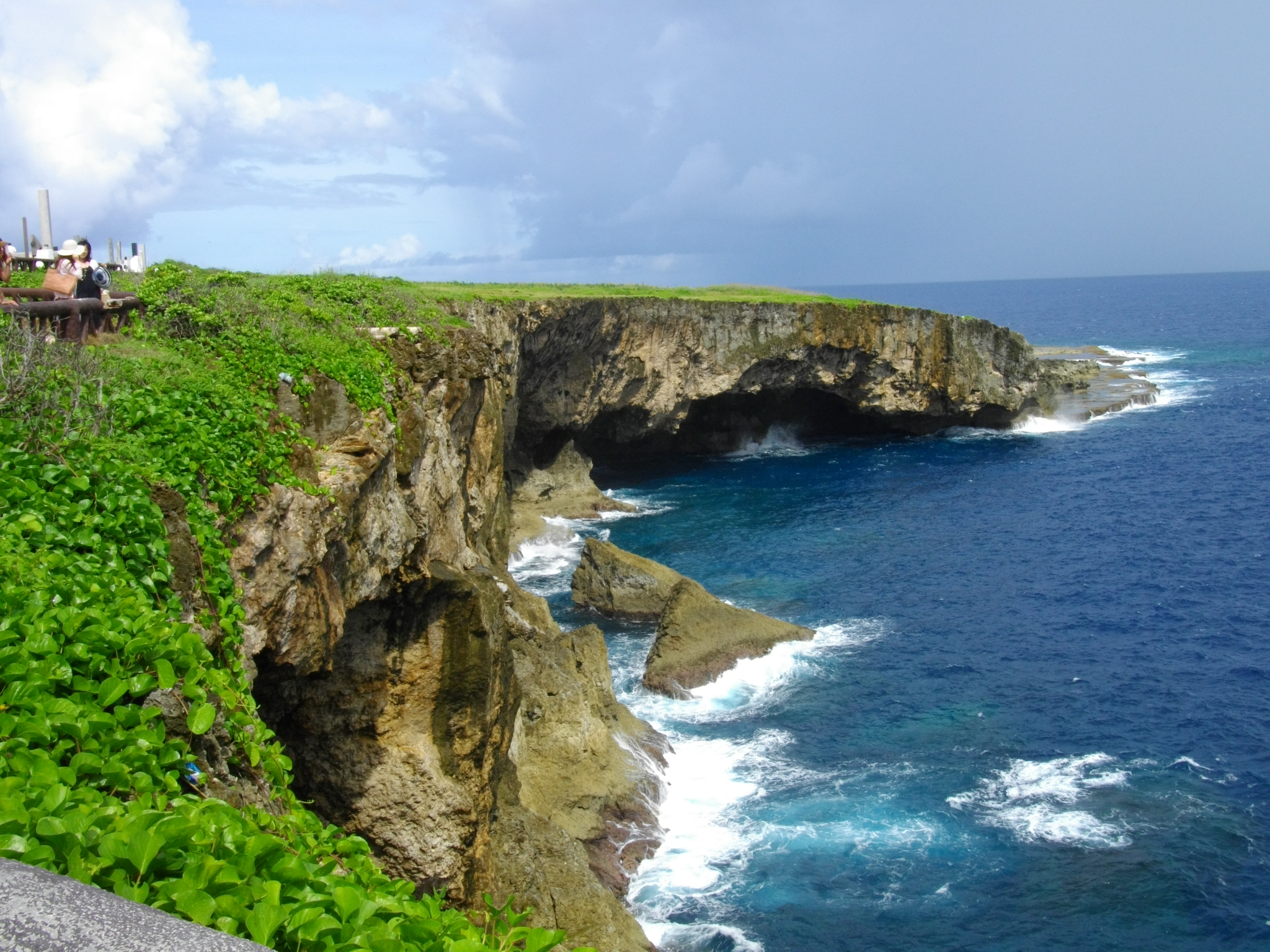
만세 절벽

## 개요
태평양 전쟁 중 일본군 사령부가 사이판 북부에 있었으며, 미군과의 치열한 사이판 전투(1944년 6월 15일 ~ 7월 9일) 중 멀리 있던 일본 병사와 민간인이 미군의 투항 권고, 설득에 응하지 않고 80m 아래 바다로 몸을 던져 자결한 비극이 서려 있는 절벽(곶)이다. 이들이 자결할 때 ‘천황 폐하 만세(天皇陛下、万歳 덴노헤이카 반자이)’, ‘대일본 제국 만세(大日本帝国、万歳 다이닛폰데이코쿠 반자이)’를 외치며 두 팔을 올리면서 몸을 던졌기 때문에 전후 이 이름으로 불리게 되었다. 자살한 군인들의 수는 1만 명에 이르는 것으로도 알려져 있고, 바다는 피로 새빨갛게 물들어 시체의 바다로 변해 있었다. 뛰어 내린 군인들 중 일부는 죽지 않고, 미국 배에 구조되었다.
1976년 미국 국가 사적지로 등록되었고, 사이판 섬의 미국 역사기념물이다. 현재는 사이판 남태평양 지역의 평화기념공원으로 정비되어 위령비와 사원이 건립되어 있으며, 절벽 주변에 있는 다수의 공양탑과 함께 관광지 중 하나가 되고 있다. 또한 위령비로 향하는 길 중간에는 대포와 전차가 방치되어 있어 견학할 수 있다.

### 한국평화기념탑
2005년 6월 28일, 아키히토 천황, 미치코 황후 부부가 사이판 북부 중부 태평양전몰자기념비에 헌화, 반자이 절벽을 방문해 묵념을 했다. 이들은 또한 한국인을 위령하는 한국평화기념탑과 오키나와 출신을 위령하는 오키나와의 탑에 들러 배례했다. 이 두 곳은 당초 계획되어 있지 않았었다.

## 희생자
- 일본군, 일본 민간인, 한국인 : 55,000명 이상
- 미군 : 3500명 이상
- 차모로 인 : 900명 이상

## 같이 보기
- 사이판 전투
- 반자이 돌격
- 자살 절벽